# Automolis pareclecta
Automolis pareclecta är en fjärilsart som beskrevs av Holland 1893. Automolis pareclecta ingår i släktet Automolis och familjen björnspinnare. Inga underarter finns listade i Catalogue of Life.